# David Berman (Schauspieler)

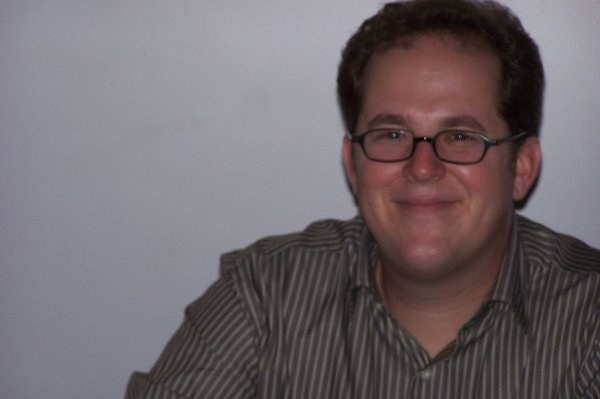
David Berman

David Berman (*  1. November 1973 in Tarzana, Kalifornien) ist ein US-amerikanischer Schauspieler und zugleich „full-time researcher“, also Vollzeit-Wissenschaftler der Fernsehserie CSI, in welcher er auch als zweiter Gerichtsmediziner David „Super Dave“ Phillips auftritt. Diese Rolle, welche zugleich seine bekannteste ist, hatte er von Staffel 1 bis 9 als wiederkehrender Darsteller inne. Seit Staffel 10 gehörte er dem Hauptcast der Serie bis zu ihrem Ende an.
Berman ist in der Serie, an welcher sein Bruder Josh Berman als Koproduzent beteiligt ist, für die Sicherstellung wissenschaftlicher Fakten zuständig.
Als Schauspieler war er hauptsächlich in Serien seines Bruders Josh zu sehen: So hatte er in der kurzlebigen Serie Vanished die Rolle des Agent Edward Dockery inne und trat in der Serie Drop Dead Diva auf.

## Filmografie (Auswahl)
- 2000–2015: CSI (Fernsehserie)
- 2006: Outside Sales
- 2006: Vanished (Fernsehserie, 7 Folgen)
- 2009–2011, 2013–2014: Drop Dead Diva (Fernsehserie, 5 Folgen)
- 2010: Desperate Housewives (Fernsehserie, 1 Folge)
- 2015: Midnight Sex Run
- 2015: Bones – Die Knochenjägerin (Fernsehserie, 1 Folge)
- 2019: The Blacklist (Fernsehserie, 5 Folgen)